# Angy Fernández
Ángela María Fernández González (Palma de Mallorca, 5 de septiembre de 1990), más conocida como Angy Fernández o simplemente Angy, es una cantante y actriz española. Se dio a conocer por ser finalista de la primera edición española de Factor X y por su papel de Paula en la serie de Antena 3, Física o química, entre otros trabajos en cine, teatro, radio y televisión.

## Carrera artística

### Inicios
Estudió en el Instituto de Educación Secundaria Josep Maria Llompart de Palma de Mallorca, donde también realizó cursos de piano y baile. En 2005 participó en el concurso Camí de l'èxit en Mallorca, y trabajó para el canal local de IB3 Ràdio en el programa Nit d'Èxit.
Se formó como bailarina en la academia de baile Top Dance de Palma de Mallorca.
Con 15 años se presentó al programa Veo Veo, presentado por Teresa Rabal, pero tuvo que ser descalificada por cumplir los 16 mientras se grababa. En una gala cantó como invitada, fuera de concurso, cantando Aquarius. Sus influencias han sido artistas como Lady Gaga, Lenny Kravitz, Metro Station, Oasis, Beyoncé, Christina Aguilera o Justin Timberlake.

### 2007: Paso por Factor X
Angy se dio a conocer en 2007 en el reality show Factor X en Cuatro. En él interpretó canciones como "Beautiful" de Christina Aguilera, "Duele el amor" de Aleks Syntek y Ana Torroja, y "Por la boca vive el pez" de Fito & Fitipaldis entre otras. Mantuvo una relación sentimental con otro de los concursantes, David, componente del grupo United. Finalmente quedó 2.ª clasificada, siendo superada solo por María Villalón. Al finalizar el concurso dio varios conciertos, y poco después sacó su primer disco.
| Actuaciones en Factor X | Actuaciones en Factor X                            |
| Programa                | Canción                                            |
| ----------------------- | -------------------------------------------------- |
| 1                       | "Serenade" de Dover                                |
| 2                       | "Torn" de Natalie Imbruglia                        |
| 3                       | "Duele el amor" de Aleks Syntek y Ana Torroja      |
| 4                       | "The Look" de Roxette                              |
| 5                       | "We Will Rock You" de Queen                        |
| 6                       | "Fallin'" de Alicia Keys                           |
| 6                       | "Sorry seems to be the hardest word" de Elton John |
| 7                       | "Beautiful" de Christina Aguilera                  |
| 7                       | "Sick and tired" de Anastacia                      |
| 8                       | "Por la boca vive el pez" de Fito y Fitipaldis     |
| 8                       | "Don't Speak" de No Doubt                          |
| 8                       | "Serenade" de Dover                                |

### 2008: Álbum debut
Angy publica su primer álbum el 12 de febrero de 2008 llamado "Angy". El disco contiene 12 temas, mezcla de inéditos y versiones interpretados en castellano e inglés. El primer sencillo del disco se titula Sola en el silencio, cuyo videoclip recibió el Premio del Público en la Sección Oficial de Videoclips de la 11.ª edición del Festival de Cine Español de Málaga. Además, la canción fue utilizada en la banda sonora de Física o química. El segundo sencillo fue el tema Adiós, compuesta por Alejandro Parreño. El álbum alcanzó la posición n.º37 en las listas españolas.

### 2008–2011:Física o química
Debuta como actriz interpretando a Paula Blasco Prieto en la serie Física o química de Antena 3, además de lanzar en 2010 la banda sonora, titulado FoQ, que fue su segundo disco.
Al comienzo de la serie Paula empieza a salir con Jan, un chico chino, (Andrés Cheung), pero este es obligado por su familia a casarse con su prima, lo que provoca su ruptura con Paula. En el final de la segunda temporada, su hermano Isaac (Karim El-Kerem), sufre un accidente junto a Cabano (Maxi Iglesias) y tras complicaciones en el hospital, Isaac fallece. Al principio de la tercera temporada sus padres se separan y Paula se refugia en Cabano, con quien empieza a mantener una relación sentimental. En la cuarta temporada, Paula descubre a Cabano y a Ruth (Úrsula Corberó) juntos, y por despecho se acuesta con Gorka (Adam Jezierski) y se queda embarazada. El acercamiento por el bebé hace que Gorka y Paula se enamoren. Antes del nacimiento de su hijo, Gorka es acusado de haber violado a Teresa (Lucía Ramos) y, a pesar de ser inocente, se ve obligado a irse de la ciudad debido a sus antecedentes. En el último capítulo de la quinta temporada, Paula se pone de parto y Gorka regresa para estar junto a ella. En la sexta temporada Paula debe encargarse de su hijo, Isaac, y para poderse pagar la matrícula del colegio y mantener al bebé, acaba trabajando en la biblioteca del colegio. A finales de la sexta temporada arregla su situación con Gorka y se van con su hijo a empezar una nueva vida trabajando en lo que más aman: la música.
Durante la sexta temporada Angy puso voz a la cabecera de la serie, además cantó otros temas a lo largo de la temporada como Siento lejos el ayer y Si lo sientes. En la séptima y última temporada aparece en el último capítulo.
Gracias a Física o química ganó junto a Úrsula Corberó y Blanca Romero el Premio Joven 2009 de la denominación de origen de la Mancha.

### 2011-12:Tu cara me suena, Ali y más
El 22 de junio de 2011, Angy realiza su primer concierto en Internet, en directo, a través de la plataforma de conciertos on-live de eMe, donde también han tocado artistas como Maldita Nerea, El Pescao, Nena Daconte, Hombres G, Efecto Mariposa, entre muchos otros.
También participó en el último episodio de Los protegidos interpretando a Estrella, una de las chicas con poderes que tenía "Madre" (Marta Calvó). Estrella falleció al final de su batalla con la protagonista, Sandra (Interpretada por Ana Fernández García); pero también hay un final alternativo en el que su personaje no muere, pero queda derrotada frente a Sandra.
En septiembre, octubre y noviembre de 2011, actuó los miércoles por la noche en las galas semanales de Antena 3 del programa Tu cara me suena, en donde se ha alzado con el título de ganadora de la primera edición de Tu cara me suena, tanto a nivel nacional como internacional. Además quedó primera en 3 de las 10 galas emitidas. Entre las distintas actuaciones, ha realizado imitaciones de: Lady Gaga (Born this way) en la Gala 1, Rocío Dúrcal (Me gustas mucho) en la Gala 2, Rihanna (Only girl) en la Gala 3, Cyndi Lauper (Girls just wanna to have fun) en la Gala 4, Michael Jackson (Thriller) en la gala 5, Mariah Carey (Hero) en la gala 6, David Bisbal (Bulería) en la gala 7, Anastacia (Left outside alone) en la gala 8 y Freddie Mercury (Don't stop me now) en la gala 9 y eligió para la final del concurso Christina Aguilera (Lady Marmalade), con la que se ploclamó ganadora absoluta con un 39 % y compartiendo generosamente el premio entre los otros finalistas. Ella donó su parte del premio a la Fundación Proyecto Neurofibromatosis, dedicada a la investigación de dicha patología.
Por último, hubo una gala especial de Navidad de Tu cara me suena en la que tuvo que interpretar un dueto con Julio Iglesias, Jr.: Don't go breaking my heart de Elton John y Kiki Dee. Además, fuera de concurso interpretó otra canción junto a Manel Fuentes, el presentador: Something stupid, de Robbie Williams y Nicole Kidman. Finalmente, Angy y Julio quedaron cuartos en la clasificación.
En noviembre del mismo año tenía previsto dar un concierto junto a la boyband, Auryn, pero se tuvo que suspender por motivos propios de la distribución de actuaciones.
Tras finalizar "Tu cara me suena", Angy estuvo muy centrada en su nuevo disco para 2013, en el que incluyó canciones que ella misma ha escrito.
Además, presentó el programa "Algo pasa con Angy", que informa de actualidad en la radio, desde noviembre de 2011 a febrero de 2012 en la emisora HAPPY FM, y tenía colaboradores que comentaban noticias de actualidad. En sus programas cantaba sus propias canciones y ponía también las de otros artistas. Este programa de radio se emitía los lunes de 20.00 horas a 21.00 horas. Tras su finalización fue substituido por "Planeta Polo", presentado por Héctor Polo, batería de Pignoise.
Durante el año 2012, Angy fue colaboradora del programa Avanti, presentado por Carlos Sobera y emitido en Antena 3, donde la artista colaboraba cantando en las pruebas musicales.
Angy estuvo rodando en verano de 2012 (julio - agosto) la película Ali: protagonizada por Nadia de Santiago y con un extenso reparto que incluye a Verónica Forqué. Esta película recibió muy buenas críticas en los festivales en dónde se exhibió. Fue proyectada en primer lugar en el 15 Festival de Málaga. Paco R. Baños premio ASECAN a la Mejor Opera Prima por Ali en el Festival de Cine de Málaga 2012. Más tarde, fue candidata a ser una de las cuatro nominadas en los Premios Goya como mejor actriz revelación, pero finalmente no quedó seleccionada.

### 2013: Splash! Famosos al agua y segundo disco
El 25 de febrero de 2013, Angy volvió a Tu cara me suena para formar parte de una gala solidaria especial en colaboración con Cruz Roja. En esta gala imitó a Donna Summer interpretando la canción No more tears (enough is enough) a dúo con Roko, que imitó a Barbra Streisand.
Tras esta última visita al programa de Antena 3, el 26 de febrero de 2013 Angy lanzó el tema Boytoy como primer sencillo de su nuevo álbum.
Además, en marzo de 2013 Angy participó en el concurso Splash! Famosos al agua, presentado por su amigo Arturo Valls. Quedó descalificada en su primera gala, en la que fue la primera en saltar, en la segunda ronda (en la que elegía el público) haciendo desde los 5 metros una caída hacia atrás encogida.
El día 7 de septiembre hizo un mercadillo en Barcelona para recaudar fondos para la Fundación A3MEDIA. En dicho mercadillo recaudó bastante dinero debido al gran número de personas que acudieron para comprar ropa que la propia artista puso en venta.
El 7 de mayo de 2013 salió a la venta su segundo disco, (Drama Queen) que fue grabado en Glasgow junto a Chris Gordon.
Por otro lado, Angy ha concursado en el segundo especial de famosos de ¡Ahora caigo!, de Antena 3 presentado por Arturo Valls, y varias veces en el concurso diario de Telecinco, Pasapalabra, presentado por Christian Gálvez.

### 2014–2017: Colaboraciones en programas de televisión y debut como presentadora
Desde julio de 2014 y hasta noviembre de 2014, formó parte del jurado de la primera edición del nuevo programa de talentos de la cadena Telecinco, Pequeños gigantes, en el que estuvo acompañada por la cantante Melody y el humorista Jorge Cadaval (Los Morancos).
Desde diciembre de 2014 hasta febrero de 2015, fue colaboradora del programa de Cuatro Todo va bien, que fue presentado por la periodista Lara Álvarez y el locutor Xaví Rodríguez.
En el mes de febrero de 2015 se estrenó en Comedy Central el programa Youtubers, donde Angy es una de las presentadoras junto con Antonio Castelo y David Broncano.
En 2016 concursa junto a su hermana en la segunda edición de Levántate All Stars de la cadena Telecinco
Ese mismo año se incorporó a La Llamada.
En 2017 continúa presentando Youtubers y sigue colaborando en Yu: No te pierdas nada.
En el teatro sigue participando en La Llamada, y estrenó la obra La comedia de las mentiras. Además, grabó algunas canciones para estrenarlas en octubre, compaginándolos con algunos conciertos.

### 2018-presente: Vuelta a la televisión
En 2018 salió en el programa La Resistencia de David Broncano, presentando su última obra de teatro junto a María Barranco.
También en 2018 se confirma que forma parte del reparto principal de la séptima edición de Amar es para siempre, compartiendo tramas con María Castro, Anabel Alonso, o Miguel Hermoso, entre otros.
En septiembre de 2018 se incorpora a Bajo la red, nueva serie de la plataforma Playz de Televisión Española, que cuenta los problemas de los jóvenes y su peligrosa manera de tratar de solucionarlos contactando con desconocidos por Internet.
Ese año sigue formando parte del reparto principal del musical La Llamada, escrito y dirigido por Javier Calvo y Javier Ambrossi, continuando su papel de Susana Romero.
En julio de 2019 reconoció en su red social que sufre desde hace tiempo depresión, comunicando una mejora en el último año
En 2024 participó en el Benidorm Fest para representar a España en el Festival de la Canción de Eurovisión con su canción "Sé quién soy", logrando una tercera posición.

## Filmografía

### Cine
| Año  | Película                        | Personaje           |
| ---- | ------------------------------- | ------------------- |
| 2012 | Ali                             | Manuela             |
| 2012 | Dr. Seuss' The Lorax            | Audrey (voz)        |
| 2013 | Justin y la Espada del Valor    | Videoclip de Héroes |
| 2014 | Torrente 5: Operación Eurovegas | Chiqui              |
| 2017 | La llamada                      | Chica campamento    |
| 2017 | La canción del pirata           | Marina              |

### Series de televisión
| Año       | Serie                            | Personaje           | Ref.  |
| --------- | -------------------------------- | ------------------- | ----- |
| 2008-2011 | Física o química                 | Paula Blasco Prieto |       |
| 2012      | Los protegidos                   | Estrella            |       |
| 2013      | ¿XQ Esperar?                     | Angy                |       |
| 2013      | Esposados                        | Angy                |       |
| 2015      | Gym Tony                         | Ángela              |       |
| 2018-2019 | Bajo la red                      | Mireia              |       |
| 2018-2019 | Amar es para siempre             | Nieves Baeza        |       |
| 2020-2021 | Física o químicaː El reencuentro | Paula Blasco Prieto | [ 6 ] |
| 2021      | Pequeñas coincidencias           | Marta               |       |
| 2021      | Yrreal                           | Lucía               | [ 7 ] |
| 2022      | True Story España                | Desi                | [ 8 ] |
| 2024      | Hay algo en el bosque            | Wynona              | [ 9 ] |

### Programas de televisión

#### Como concursante
| Año  | Programa                           | Notas       | Posición        |
| ---- | ---------------------------------- | ----------- | --------------- |
| 2007 | Factor X 2007                      | Concursante | 2.ª Finalista   |
| 2011 | Tu cara me suena 1                 | Concursante | Ganadora        |
| 2012 | Tu cara me suena: Especial Navidad | Concursante | 4.ª Clasificada |
| 2013 | Splash! Famosos al agua            | Concursante | Eliminada       |
| 2013 | Tu cara más solidaria 2            | Concursante | Eliminada       |
| 2016 | Levantate All Stars                | Concursante | 2.ª Finalista   |
| 2024 | Benidorm Fest 2024                 | Concursante | 3.ª Finalista   |

#### Como presentadora, colaboradora e invitada
| Año       | Programa                       | Notas                             |
| --------- | ------------------------------ | --------------------------------- |
| 2012      | Avanti ¡que pase el siguiente! | Colaboradora                      |
| 2013      | Tu cara más solidaria          | Invitada especial                 |
| 2014-2015 | Todo va bien                   | Colaboradora                      |
| 2014      | Pequeños Gigantes              | Jurado                            |
| 2014      | Un país de cuento              | Especial Nochevieja con José Mota |
| 2015-2018 | Yutubers                       | Presentadora                      |
| 2017      | El gran reto musical           | Participante                      |
| 2019      | Hipnotízame                    | Colaboradora                      |
| 2019      | Zapeando                       | Colaboradora                      |

## Teatro
| Año       | Obra                       | Personaje     | Notas           |
| --------- | -------------------------- | ------------- | --------------- |
| 2010-2011 | 40, El musical             | Alex          | Papel principal |
| 2013      | Hoy no me puedo levantar   | Patricia      | Papel principal |
| 2015-2024 | La llamada                 | Susana Romero | Papel principal |
| 2016-2017 | Te elegiría otra vez       | Ajo           | Papel principal |
| 2017-2018 | La comedia de las mentiras | Hipólita      | Papel principal |
| 2021-2022 | Kinky Boots                | Lauren        | Papel principal |
| 2023-2025 | Una terapia integral       |               | Papel principal |

## Radio
| Año       | Programa           | Rol          | Emisora |
| --------- | ------------------ | ------------ | ------- |
| 2011-2012 | Algo pasa con Angy | Presentadora | HappyFM |
| 2016-2018 | La hora youtuber   | Colaboradora | Los 40  |

## Discografía

### Álbumes
- Angy (2008)
- Drama Queen (2013)

### Sencillos
| Año  | Canción                               | País   | País   | País   | Álbum       |
| Año  | Canción                               | Ventas | Radios | Los 40 | Álbum       |
| ---- | ------------------------------------- | ------ | ------ | ------ | ----------- |
| 2008 | «Sola en el silencio»                 | —      | —      | 19     | Angy        |
| 2008 | «Adiós»                               | —      | —      | —      | Angy        |
| 2010 | «Física o química»                    | —      | —      | —      | Sin álbum   |
| 2010 | «Si lo sientes (When You're Sorry)»   | —      | —      | —      | Sin álbum   |
| 2010 | «Solo un cuento (Bleed)»              | —      | —      | —      | Sin álbum   |
| 2010 | «Quiero que me dejes salir»           | —      | —      | —      | Sin álbum   |
| 2010 | «Mirar atrás (Sorry Heart)»           | —      | —      | —      | Sin álbum   |
| 2013 | Boytoy                                | 34     | 14     | 17     | Drama Queen |
| 2013 | «Por qué esperar» (con Abraham Mateo) | —      | —      | —      | Sin álbum   |
| 2023 | «Dualidad»                            | —      | —      | —      | Sin álbum   |
| 2023 | «Sé Quién Soy»                        | —      | —      | —      | Sin álbum   |